# 卡夫雷拉-德伊瓜拉达
卡夫雷拉-德伊瓜拉达，是西班牙加泰罗尼亚巴塞罗那省的一个市镇。总面积17平方公里，总人口1338人（2013年），人口密度78.7人/平方公里。